# Edward M. Kennedy, Jr.
Edward Moore Kennedy Jr. (nacido el 26 de septiembre de 1961) es un abogado y político estadounidense. Es socio de Epstein Becker & Green, una firma con sede en la ciudad de Nueva York, y anteriormente representó al distrito 12 en el Senado estatal de Connecticut de 2015 a 2019. Es hijo del senador Edward M. "Ted" Kennedy de Massachusetts y sobrino del presidente John F. Kennedy y del senador Robert F. Kennedy.

## Primeros años y educación
Edward Moore Kennedy Jr. nació en el Hospital St. Elizabeth en la sección de Brighton de Boston, Massachusetts, hijo de Ted Kennedy Sr. y Joan Bennett Kennedy durante la presidencia de su tío paterno John . Es hermano de Kara (1960 – 2011) y Patrick J. Kennedy (nacido en 1967).
En 1973, cuando Kennedy tenía doce años, le diagnosticaron osteosarcoma (una forma de cáncer de hueso) en su pierna derecha. La pierna fue amputada quirúrgicamente el 17 de noviembre de 1973. Ese mismo día, su padre acompañó a su sobrina Kathleen por el pasillo de su boda y se apresuró a regresar al hospital. Una película hecha para televisión, The Ted Kennedy Jr. Story (1986), se concentró en este evento en la vida del joven Kennedy.
En 1982, su madre, Joan, reveló que Kennedy se perdió por solo diez minutos a bordo del vuelo 90 de Air Florida, que se estrelló contra el río Potomac el 13 de enero de ese año, matando a 74 personas. Kennedy se retrasó en el camino al aeropuerto y perdió el vuelo.
Kennedy se graduó de la escuela privada St. Albans School, en Washington D. C. Después de completar una licenciatura en Artes en la Universidad Wesleyan, en Middletown, Connecticut, en 1984, continuó sus estudios en la Universidad de Yale, en New Haven, Connecticut, obteniendo una maestría título de la Escuela de Estudios Forestales y Ambientales . Luego asistió a la Facultad de Derecho de la Universidad de Connecticut por la noche y obtuvo un título de Doctor en Jurisprudencia . El 19 de mayo de 2013, Kennedy recibió un doctorado honorario en derecho de la Universidad de New Haven .

### Carrera
Después de graduarse, trabajó en el bufete de abogados Wiggin & Dana de New Haven, especializándose en temas de discapacidad . Más tarde cofundó y se desempeñó como presidente de Marwood Group, una firma que asesora a corporaciones sobre atención médica y servicios financieros. Dejó Marwood Group en 2014 para unirse al bufete de abogados Epstein Becker & Green, donde asesora a proveedores de atención médica, aseguradoras comerciales y compañías de ciencias de la vida sobre cuestiones críticas relacionadas con las políticas de reforma de la atención médica.
Kennedy es el presidente de la junta directiva de la Asociación Estadounidense de Personas con Discapacidades .

### Carrera política
El 8 de abril de 2014, Kennedy anunció su candidatura para un escaño en el Senado del Estado de Connecticut en representación del distrito 12 del estado. Fue elegido el 4 de noviembre. Fue reelegido el 8 de noviembre de 2016. En ambos ciclos electorales, Kennedy derrotó a Bruce Wilson Jr.
El 26 de junio de 2017, Kennedy anunció que no se postularía para gobernador de Connecticut en 2018. El 28 de febrero de 2018, Kennedy anunció que no buscaría la reelección para el Senado del Estado de Connecticut . El 6 de noviembre de 2018, la demócrata Christine Cohen ganó las elecciones generales para reemplazar a Kennedy tras derrotar al republicano Adam Greenberg . Más tarde prestó juramento el 9 de enero de 2019.

### Senado estatal
Kennedy prestó juramento por primera vez para servir en el Senado del Estado de Connecticut el 7 de enero de 2015.
Tareas del comité
- Comité sobre el Medio Ambiente (Copresidente del Senado)
- Comité de Prácticas (Miembro de Rango)
- Comité de Salud Pública
- Comité de Transporte

Liderazgo del partido
Líder adjunto de la mayoría

### Vida personal

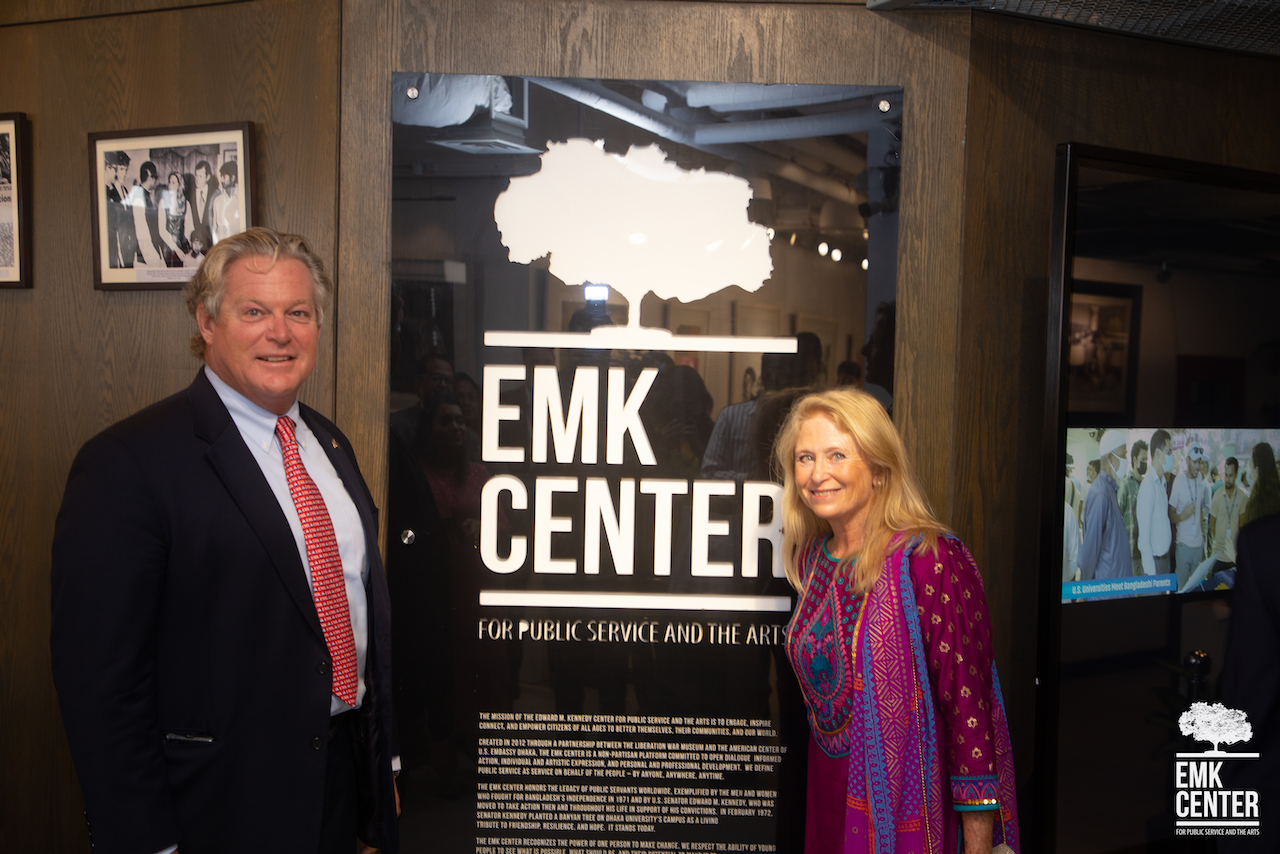
Con Kiki durante un viaje a Bangladesh (2022)

El 10 de octubre de 1993, Kennedy se casó con Katherine Anne "Kiki" Gershman (n. 1959) en Block Island, Rhode Island . Es profesora clínica asistente de psiquiatría en la Escuela de Medicina de Yale en la Universidad de Yale y defensora del medio ambiente. Se desempeña como portavoz de Stop the Pipeline, que bloqueó con éxito el gasoducto de gas natural Islander East a través de Long Island Sound . Viven en Branford, Connecticut.
La pareja tiene una hija, Kiley Rose Kennedy (nacida el 7 de agosto de 1994 en New Haven ), una snowboarder competitiva que se graduó de la Universidad de Wesleyan en 2016, y un hijo, Edward Moore Kennedy III, (nacido el 26 de febrero de 1998)., en New Haven ) que se graduó de Choate Rosemary Hall en 2016 y de Wesleyan University en 2020.
Kennedy rindió homenaje a su padre en el funeral público de su padre el 29 de agosto de 2009.